# Sacramentaire gélasien
Le Sacramentaire gélasien ou Liber sacramentorum Romanae ecclesiae d'après les manuscrits tardifs est un livre liturgique (sacramentaire romain) qui contient les oraisons et préfaces nécessaires à la célébration de la messe. Au Moyen Âge, avec le sacramentaire grégorien, celui-ci était le principal livre de célébration singulièrement réservé au célébrant.
Son meilleur exemplaire se trouve dans un manuscrit conservé à la Bibliothèque apostolique vaticane (manuscrit Reginensis 316), copié vers 750 dans la région parisienne. Il s'agit du Sacramentaire gélasien le plus intensivement étudié.

## Titre
Le manuscrit ne mentionne nullement le nom du pape Gélase Ier. Le titre se trouve au début du livre I : In nomine Domini nostri Jesu Christi salvatoris, incipit liber sacramentorum Romanæ Ecclesiæ ordinis anni circuli. Néanmoins, une fois que Pierre Le Brun avait indiscutablement établi, en 1716, les textes issus de ce pape dans ce manuscrit, sa dénomination le sacramentaire de saint Gélaise fut publiquement acceptée.
Il est possible qu'au Moyen Âge, l'origine gélasienne fût bien connue, dans le royaume de Charlemagne. En effet, l'inventaire de l'abbaye de Saint-Riquier indiquait, en 831, l'existence d'un missel rédigé par Alcuin : « missalis gregorianis et gelasianus modernis ».

## Manuscrit
Le livre est conservé dans un seul manuscrit (Vaticanus Reginensis 316) composé de 245 folios, aujourd'hui à la bibliothèque apostolique vaticane, dans le fonds des manuscrits de la reine Christine de Suède, à l'exception de quelques feuillets conservés à la Bibliothèque nationale de France (latin 7193, folios 41 - 56). Avant cette acquisition en 1650, le manuscrit était conservé à la bibliothèque de Paul Petau.
- Vaticanus Reginensis latin 316 : [lire en ligne]

La date et le lieu de copie de ce document ne sont pas précisément identifiés. Cependant, d'après les données paléographiques, la plupart des philologues s'accordent de nos jours pour y voir un texte transcrit vers 750,. Au regard du lieu de trascription, il est probable qu'il s'agit de la région parisienne, en raison d'existence des textes gallicans. Bischoff et Lowe proposent plus spécifiquement l'abbaye de Chelles. C'est en effet un livre romain d'origine mais qui a subi nombre de retouches dans le sens gallican. 
1. office du vendredi saint : prière pour l'empire des Francs[ld 3] « Respice propitius ad Romanum sive Francorum benignus imperium. »
2. canon de la messe (folio 180v) : nomenclature française[ld 1] « Cosme et Damiani, Dionysii, Rustici[3] et Eleutherii, Helarii (Hilaire de Poitiers), Martini (Martin de Tours), Agustini, Gregorii (Grégoire de Tours), Hieronimi, Benedicti ... »

Maintenant, il est évident que son usage était prévu en France et non en Italie. Le manuscrit est écrit toujours en onciales, sauf une pièce au folio 195v. Celle-ci emploie les minuscules.

## Caractéristiques
Au milieu du XXe siècle, Antoine Chavasse réussit à attribuer scientifiquement ces textes aux papes Léon Ier († 461), Gélase Ier († 496) ainsi que Vigile († 555). D'ailleurs, cet auteur considérait que d'autres personnages s'y cachent encore, en attendant que les études soient plus avancées. De plus, ceux qui concernent les papes Gélase Ier et Vigile devinrent, avec certitude, évidents, notamment des textes faussement attribués à Léon Ier auparavant. Sa composition demeure cependant plus compliquée. Ainsi, le Credo utilisé lors du baptême de Pâques n'était plus le symbole des Apôtres, habituel à Rome auparavant, mais le Symbole de Nicée-Constantinople. Cela exprime que ce remaniement ne remonte que 550 environ. 
En raison de l'Évangélisation de la Gaule par les prêtres grecs auparavant, ce symbole et le Pater Noster étaient écrits en bilangue (folios 2v et 55) [texte en ligne]. En faveur de ces oraisons, le copiste employait l'onciale pour le grec tandis que les textes latins étaient écrits en caractères cursifs mérovingiens.
Après avoir constaté de nombreuses traces, ce prêtre conclut que le sacramentaire gélasien et celui de saint Grégoire sont issus d'un sacramentaire romain, édité avant la fin du VIe siècle mais finalement perdu. Ce dit sacramentaire prégélasien et prégrégorien, mais aussi presbytéral, serait assez différent du sacramentaire léonien. Dom Jean Deshusses présenta en 1992 dans sa troisième édition de son œuvre son hypothèse plus détaillée : l'origine du ce manuscrit Regina latin 316 était le gélasien original issu des manuscrits perdus. Mais il existait, selon lui, une étape de transition, dit Gélasien gallo-anisé, avant le Regina 316 . D'où, en dépit de son excellente qualité, on classifie ce manuscrit comme un gélasien corrigé et non gélasien primitif :

- [Sacramentaire dit prégélasien et prégrégorien]
  - Sacramentaire grégorien (papal)
  - Sacramentaire gélasien primitif (presbytéral)
    - Sacramentaire gélasien gallo-francs
      - Manuscrit Reginensis 316

Ce sacramentaire se caractérise notamment de ses textes particuliers à la deuxième personne du singulier, par exemple, dans les formulaires baptismaux. Il semble que celui-ci fût donc plus adapté à l'usage auprès des paroisses. Il s'agit d'ailleurs d'une seule exception manquant de station liturgique, parmi les livres liturgiques romains,. De même, le document manque de la litanie majeure du 24 avril, qui n'est autre qu'une célébration stationnale et papale. En résumé, à la différence d'autres manuscrits gélasiens dans le même siècle, dit Gélasien franc issu du gélasien et du grégorien type II, ce manuscrit conservait bien sa particularité du gélasien. 
Sacramentaire non papal, même un jeu de mots s'y trouve. Pour la pièce XXXVII, 3, consacrée à saint martyr Simplicius (Simplice), le remanieur ajouta les mots simpliciter obsecrantes au texte issu du sacramentaire léonien. Il est par ailleurs vrai que, dans le Sanctoral (Livre II), il reste de nombreux textes léoniens, copiés ou modifiés, à la différence du Livre I.

## Contenu
Le manuscrit se compose de trois livres, :
1. Livre I : le Temporal (In nomine Domini nostri Jesu Christi Salvatoris. Incipit liber sacramentorum Romanæ æclesiæ ordinis anni circuli) ;
2. Livre II : le Sanctoral (Incipit liber secundus. Oraciones et præces de nataliciis sanctorum) ;
3. Livre III : le canon de la messe et de diverses oraisons ou prières (Incipit liber tertius. Oraciones et præces cum canone per dominicis diebus).

Le sacramentaire commençait, auparavant, par une table. Toutefois, plusieurs folios furent perdus, à l'exception des deux dernières pages (actuellement folios 1 et 2).
Voir aussi, contenu en détail : [lire en ligne]

## D'autres manuscrits
Il existe plusieurs variantes du Sacramentaire gélasien à partir du VIIIe siècle, attestées par divers manuscrits (sacramentaire de Gellone, sacramentaire d'Angoulême). Ainsi, les manuscrits 348 et 350 de la Bibliothèque de l'abbaye de Saint-Gall sont attribués au IXe siècle :
- Manuscrit 348 Sacramentaire gélasien de Remedius [lire en ligne] (selon cette bibliothèque, copié vers 800) ;
- Manuscrit 350 Sacramentarium Gélasianum [lire en ligne].

Ces exemplaires tardifs indiquent que le Sacramentaire gélasien, plus ancien, était pareillement en usage, avec le sacramentaire de saint Grégoire, plus adapté aux offices pontificaux. 
La Bibliothèque nationale de France aussi conserve un manuscrit, copié vers 780 et vraisemblablement auprès du diocèse de Meaux ou alentour, à la suite d'une collaboration des moines et des moniales au sein d'une double abbaye :
- Manuscrit latin 12048 Sacramentarium gelasianum [lire en ligne]

Par ailleurs, afin de distinguer le manuscrit auprès du Vatican d'autres exemplaires, Antoine Chavasse employait le vieux Sacramentaire gélasien ou plus simplement vieux gélasien.

## Usage
À Rome, les sacramentaires gélasien et grégorien coexistaient, tout d'abord, car leurs fonctions étaient différentes. Au Saint-Siège, l'usage du deuxième était obligatoire. Mais, à la suite d'une révision de ce dernier effectuée entre 650 et 683, plusieurs églises à Rome commencèrent à utiliser le grégorien au cours du VIIe et du VIIIe siècle. Celui-ci gagna surtout la troisième région romaine. Pareillement, une hybridation entre les deux sacramentaires fut effectuée. Cette version hybride à dominante gélasienne fut, finalement, renoncée par de nombreux établissements, une fois que le grégorien avait à nouveau été révisé au VIIIe siècle. Le gélasien finit définitivement sa carrière à la ville éternelle.
Mais en Gaule, la situation était différente. En dépit de l'Évangélisation par les prêtres grecs, le Sacramentaire gélasien était importé, déjà au VIIe siècle, et adopté dans les sacramentaires gallicans. Assez vraisemblablement, des pièces du dit sacramentaire prégélasien et prégrégorien précédaient le gélasien. Chavasse attribuait cette importation aux moines bénédictins, car le gélasien était suffisamment adapté à l'usage monastique. Dans ce cas, il semble que l'abbaye de Saint-Gall contribuât à transmettre les manuscrits en Gaule.
Et, au contraire de la circonstance à Rome, le gélasien ne disparut pas dans le royaume de Charlemagne. En effet, après que la dynastie carolingienne avait adopté le rite romain, le pape Adrien Ier octroya en 791 à ce souverain un sacramentaire, dit Hadrianum. Ce dernier n'était autre qu'un sacramentaire papal, mais adapté à la réforme de Grégoire II († 731). Ainsi, le livre manquait de formulaires des obsèques, étant donné que le pape ne célébrait pas de funérailles. D'où, avant l'usage, il fallait qu'Alcuin complète le sacramentaire Hadrianum, en profitant des sacramentaires gélasiens conservés en Gaule. 
En conséquence, plusieurs textes issus du gélasien demeurent dans la liturgie romaine, y compris le chant grégorien. Il s'agit d'un mélange des matériaux, issus de la liturgie papale et des célébrations presbytérales.

## Publication de texte
- 1680 : Giuseppe Maria Tomasi[ld 2], IN NOMINE DNI IESV XPI SALVATORIS. INCIPIT LIBER SACRAMENTORVM ROMANÆ ECCLESIÆ ORDINIS ANNI CIRCULI, dans les Codices sacramentorvm nongentis annis vetvstiores, Typographia Angeli Bernabờ, Rome [lire en ligne] (texte intégral)
- 1894 : Henry Austin Wilson, The Gelasian Sacramentary (LIBER SACRAMENTORUM ROMANAE ECCLESIAE) edited with introduction, critical notes and appendix, The Clarendon Press, Oxford [lire en ligne] (texte intégral)